# Campionati africani di lotta 2004
I campionati africani di lotta 2004 sono stati la 20ª edizione della manifestazione continentale organizzata dalla FILA. Si sono svolti nel maggio 2004 a Il Cairo, in Egitto. 

## Podi

### Uomini

#### Lotta libera
| Evento | Oro                           | Argento                     | Bronzo                  |
| 55 kg  | Mohamed Abd Elrady            | Aoune Aysal                 | Mohamed Ataya           |
| 60 kg  | Ali Mohamed Hassan Abu Taleb  | Shaun Williams              | Billal Gouine           |
| 66 kg  | Walid Hassab El Nabi          | Richard Brian Addinall      | Farid Hanoun            |
| 74 kg  | Abd El Wahid Wesal            | Jabeur Dridi                | Gideon Jacobus Schoeman |
| 84 kg  | Mahmoud Ahmed Attia El Sayed  | Arnoldus Johannes Lottering | Manga Kos               |
| 96 kg  | Omara Saleh                   | Pieter Gouws                | Machims Sarr            |
| 120 kg | Hisham Abdelwahab Abdelmoamen | Sofiane Akrout              | Mustapha Bouari         |

#### Lotta greco-romana
| Evento | Oro                      | Argento                | Bronzo                |
| 55 kg  | Karim Ibrahim El-Sayed   | Samir Ben Chenaf       | Vishwanden Vebren     |
| 60 kg  | Mohamed Mustafa          | Mehdi Dajlasi          | Mohamed Zoghbi        |
| 66 kg  | Ibrahim Ahmed Gaber      | Ibrahim Khababa        | Mohamed Barguaoui     |
| 74 kg  | Ahmed Mohamed Abdelsadek | Badreddine Amdouni     | Ahmed Fortas          |
| 84 kg  | Amor Bach Hamba          | Ahmed Saed             | Abdelilal Elmimouni   |
| 96 kg  | Mohamed Ali              | Walid Boughanmi        | Benhamad Redah        |
| 120 kg | Sofiane Akrout           | Yasser Abdelrahman Ali | François-Xavier André |

### Donne

#### Lotta femminile
| Evento | Oro                   | Argento               | Bronzo                      |
| 48 kg  | Fadhila Louati        | Eveline Diatta        | Rajib Rajaa                 |
| 51 kg  | Isabelle Sambou       | Nour El Houda Bejaoui | Kawtar Othmani              |
| 55 kg  | Faiza Bejaoui         | Rouia Coulbaly        | Rasheda Ahmed               |
| 59 kg  | Rokhiaton Souk        | Hana Mohammed         | Samia Bejaoui               |
| 63 kg  | Doaa Ahmed Maher      | Soumaya Ben Sassi     | Stéphanie N'Guessan Kouassi |
| 67 kg  | Kaouthmen Ghanmi      | Sara Ahmed Maher      |                             |
| 72 kg  | Marie Nicole Diédhiou | Djehi Natacha Djedje  | Shemaa Rdoan                |

## Medagliere
La nazione ospitante è evidenziata.
| Pos.   | Paese          | Oro | Argento | Bronzo | Totale |
| ------ | -------------- | --- | ------- | ------ | ------ |
| 1      | Egitto         | 13  | 4       | 2      | 19     |
| 2      | Tunisia        | 5   | 7       | 3      | 15     |
| 3      | Senegal        | 3   | 1       | 1      | 5      |
| 4      | Sudafrica      | 0   | 4       | 1      | 5      |
| 5      | Algeria        | 0   | 3       | 5      | 8      |
| 6      | Costa d'Avorio | 0   | 2       | 1      | 3      |
| 8      | Marocco        | 0   | 0       | 4      | 4      |
| 9      | Mauritius      | 0   | 0       | 2      | 2      |
| 10     | Guinea-Bissau  | 0   | 0       | 1      | 1      |
| Totale | Totale         | 21  | 21      | 20     | 62     |